# Panaxia lemnia
Panaxia lemnia là một loài bướm đêm thuộc phân họ Arctiinae, họ Erebidae.